# Фицджеральд, Джеральд, 15-й граф Десмонд
Джеральд Фитцджеральд, 15-й граф Десмонд (англ. Gerald FitzGerald, 15th Earl of Desmond, около 1533 — 11 ноября 1583) — крупный англо-ирландский аристократ, 15-й граф Десмонд (1558—1582). Предводитель Второго восстания Десмонда против английского владычества в Ирландии (1579—1583).

## Биография

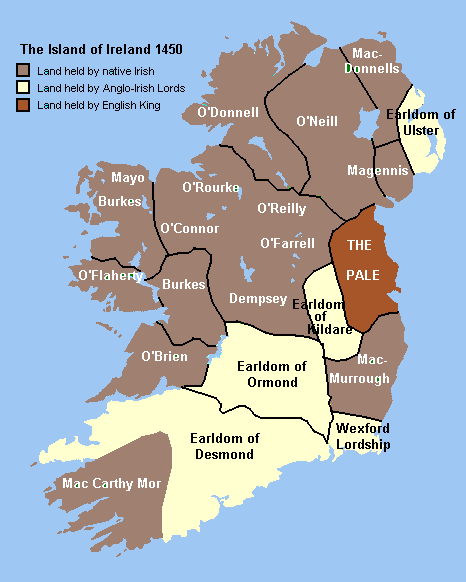
Карта Ирландии 1450 года, где на юго-западе острова показано графство Десмонд

Представитель англо-ирландской династии Фицджеральдов. Старший сын Джеймса Фицджеральда, 14-го графа Десмонда (ум. 1558), от второго брака с Мор О’Кэррол. Ещё в январе 1541 году его отец согласился отправить своего старшего сына в качестве заложника ко двору английского короля Генриха VIII Тюдора. Джеральд Фицджеральд должен был стать товарищем молодого английского короля Эдуарда VI, сына и преемника Генриха VIII. Однако эти проекты не осуществились. На владения графов Десмонд претендовали Батлеры, графы Ормонд, наследственные враги Фицджеральдов. Дома Фицджеральдов и Батлеров находились в вечной войне. Джеймс Батлер, 9-й граф Ормонд (1496—1546), женился на леди Джоан Фицджеральд, дочери и наследнице Джеральда Фицджеральда, 10-го графа Десмонда. После смерти своего супруга Джоан предложила жениться на ней Джеральду Фицджеральду. В 1551 году после смерти сэра Фрэнсиса Брайана (ок. 1490—1550), второго мужа Джоан, Джеральд Фицджеральд женился на ней. Следствием этого брака стало временное прекращение вражды между графом Десмондом и её сыном, Томасом Батлером, 10-м графом Ормондом (1531—1614). В 1560 году из-за вмешательства Джоан Фицджеральд между графами Десмондом и Ормондом было заключено новое перемирие.

## Графство
В 1558 году после смерти своего отца Джеральд Фицджеральд унаследовал титул графа Десмонда. Он был посвящен в рыцари лордом-депутатом Ирландии Томасом Радклиффом, 3-м графом Сассексем, и принес ленную присягу английской короне в Уотерфорде. Вскоре граф Десмонд установил тесные отношения со своим тезкой Джеральдом Фицджеральдом, 11-м графом Килдэром (1525—1585), и королем Тирона Шейном О’Ниллом. Несмотря на решение, вынесенное графом Сассексом в августе 1560 года, вражда между графами Ормондом и Десмондом продолжалась. Граф Десмонд отказывался явиться на королевский суд. Только в мае 1562 года граф Десмонд прибыл в Лондон, где был арестован и заключен в Лондонский Тауэр. Вместе с ним был взят под стражу его младший брат Джон Фицджеральд.
В 1564 году Джеральд Фицджеральд, граф Десмонд, и его брат Джон были освобождены из Тауэра, помилованы английской короной и вернулись в Ирландию. Граф Десмонд прибыл в Уотерфорд и потребовал от своего родственника и вассала, сэра Мориса Фицджеральда, 1-го лорда Дециеса, принесения ленной присяги на верность. Последний обратился за помощью к Томасу Батлеру, графу Ормонду. В феврале 1565 года в битве при Аффейне в графстве Уотерфорд Томас Батлер одержал победу над Джеральдом Фицджеральдом. В этом сражении граф Десмонд был ранен и потерял убитыми около 300 воинов. Граф Ормонд взял в плен графа Десмонда и доставил его в Клонмел, а оттуда в Уотерфорд. Раненый Джеральд Фицджеральд перешел под опеку лорда-депутата Ирландии Николаса Арнольда. Королева Англии Елизавета Тюдор вызвала графов Десмонда и Ормонда на королевский суд в Лондон. Была создана королевская комиссия для урегулирования спорных вопросов между графами. Граф Десмонд и его брат Джон были отправлены в Англию, а их владения были конфискованы в пользу английской короны. В этой обстановке временным лидером графства Десмонд стал Джеймс Фицморис Фицджеральд (ум. [1579), генерал-капитан армии Десмонда и двоюродный брат арестованного графа Десмонда. Джеймс Фицморис Фицджеральд возглавил первое восстание Десмонда в 1569—1573 годах. Он заручился поддержкой Джона Берка, сына графа Кланрикарда, Коннора О’Брайена, 3-го графа Томонда, а также Эдмунда и Эдварда Батлеров, братьев графа Ормонда. В Ирландию прибыл новый королевский наместник, сэр Генри Сидни. Елизавета I помиловала Томаса Батлера, 10-го графа Ормонда. В июне 1569 года Джеймс Фицморис Фицджеральд начал восстание в Манстере против английского владычества и напал на английские поселения под городом Корк. В июле того же года повстанцы осадили Килкенни, где заседали графы Ормонд. Лорд-депутат Ирландии сэр Генри Сидни организовал карательный поход из Дублина на владения графа Десмонда. В Ирландию также вернулся Томас Батлер, 10-й граф Ормонд, который также собрал силы для борьбы с Десмондами. Владения союзников Фицмориса были опустошены войсками Генри Сидни, Томаса Батлера и Хемфри Гилберта. Джеймс Фицморис Фицджеральд вынужден был отступить в горы Керри, откуда начал вести партизанские действия против англичан и их союзников. В 1570 году большинство союзников Джеймса Фицмориса подчинились английскому наместнику Генри Сидни. В феврале 1571 года новым лордом-наместником Манстера стал Джон Перрот, который продолжил борьбу с Джеймсом Фицморисом и его отрядом из 700 человек. В феврале 1573 года Джеймс Фицморис вступил в переговоры с английским командованием, прося помилования. В 1575 году Джеймс Фицморис Фицджеральд отправился во Францию, надеясь найти помощь у католических государств для начала нового восстания.

## Возвращение в Ирландию
В 1573 году Джеральд Фицджеральд, 15-й граф Десмонд, и его брат Джон были освобождены из тюрьмы и получили разрешение вернуться в Ирландию, несмотря на протесты советников королевы Елизаветы. Граф Десмонд был задержан на шесть месяцев в Дублине, но в ноябре смог вернуться в свои родовые владения.
Граф Десмонд заявил, что он будет соблюдать древнеирландское право. Встреча между графом Эссексом и графом Десмондом в июле под Уотерфордом закончилась безрезультатно. Английские власти издали документ, в котором обещали заплатить 500 фунтов стерлингов за голову графа Десмонда и 1000 фунтов стерлингов тому, кто захватит графа в плен.
В 1579 году Джеймс Фицморис Фицджеральд с небольшим отрядом испанских и итальянских солдат высадился в Смирвике, недалеко от Дингла. К нему присоединился Джон Фицджеральд (младший брат графа Десмонда) со своими сторонниками. Началось Второе восстание Десмонда против английского господства в Манстере. Но 18 августа того же 1579 года Джеймс Фицморис Фицджеральд погиб в перестрелке на дороге в Типперери. После его гибели во главе восстания встал сэр Джон Фицджеральд, младший брат графа Десмонда. Папский легат Николас Сандерс, который сопровождал Джеймса Фицмориса во время экспедиции в Ирландию, стремился убедить графа Десмонда возглавить восстание. Джеральд Фицджеральд, граф Десмонд, вначале сопротивлялся призывам мятежников и попытался остаться нейтральным, но власти провозгласили его предателем. Он присоединился к восстанию, устроив атаки на города Йол (13 ноября) и Кинсейл, выгнав из графства англичан и их союзников.
Летом 1580 года английские войcка под командованием Уильяма Пелема, при поддержке ирландцев графа Ормонда опустошили земли графа Десмонда и его союзников. Используя тактику выжженной земли, англичане уничтожили большинство домов и вырезали скот, чтобы лишить ирландцев любой пищи или укрытия, из-за чего восстание было быстро подавлено к середине 1581 года. В июле 1581 года граф Десмонд укрылся в горах Керри. Его младший брат Джон Фицджеральд был убит к северу от Корка в декабре 1581 года.
Англичане преследовали графа Десмонда до самого конца. С 1581 по 1583 год он и его приверженцы скрывались в горах графства Керри. 11 ноября 1583 года глава клана Морис O’Мориарти, получив от английских властей 1000 фунтов серебра и жалованье в размере 20 фунтов в год за голову Десмонда, умертвил Джеральда Фицджеральда в окрестностях города Трали. Голова графа Десмонда была отправлена лично королеве Англии Елизавете.

## Браки и дети
В 1551 году Джеральд Фицджеральд, 15-й граф Десмонд, женился первым браком на леди Джоан Фицджеральд (ум. 1565), дочери Джеймса Фицджеральда, 10-го графа Десмонда (ум. 1529), вдове Джеймса Батлера, 9-го графа Ормонда (1496—1546) и сэра Фрэнсиса Брайана (ок. 1490—1550).
Вторично граф Десмонд женился на Элеоноре Батлер (ум. 1636), дочери Эдмонда Батлера, 1-го барона Данбойна (ум. 1567) и Сесиль Маккарти. Их дети:
- Джеймс Фицджеральд, 1-й граф Десмонд (ок. 1570—1601)
- Кэтрин Фицджеральд, 1-й муж — Морис Роше, 1-й виконт Фермой, 2-й муж — Дэниел О’Брайен, 1-й виконт Клэр[англ.] (ок. 1577—1663)
- Джейн Фицджеральд, муж — Дермот О’Салливан Бирн
- Эллен Фицджеральд, 2-й муж — сэр Роберт Кресси, 3-й муж — Эдмонд Батлер, 3-й/13-й барон Данбойн (1595—1640)
- Элизабет Фицджеральд
- Маргарет Фицджеральд
- Эллис Фицджеральд, муж — сэр Валентайн Браун (ум. 1589), предок графов Кенмэр.